# 阿列克西耶沃-德魯日基夫卡
阿列克西耶沃-德魯日基夫卡（羅馬化：Oleksiyevo-Druzhkivka）是位於烏克蘭東部的市級鎮，由顿涅茨克州克拉马托尔斯克区的德魯日基夫卡市鎮負責管轄。該鎮處於克里維托雷茨河畔，海拔高度84米，2024年人口3,000。